# 暑さのせい EP
『暑さのせい EP』（あつさのせい イーピー）は、2023年8月30日に発売された、大滝詠一の8cmCDシングル。

## 解説
「暑さのせい EP」は大滝が夏をテーマに掲げて制作した楽曲を集めた作品。ポカリスエットCMソングに使用された、2023年3月リリースのアルバム『大滝詠一 NOVELTY SONG BOOK』に収録の表題曲「暑さのせい」の3バージョンをはじめ、「Summer Lotion」のオリジナル・ミックス版、「Hankyu Summer Gift」のロング・バージョンなど合計9トラックを収録。
「暑さのせい」は1975年春にCM（依頼元不明）のプレゼン用に作られた曲。アルバム『大瀧詠一』収録の「あつさのせい」の改訂版的新曲。元になっているのは、1974年7月11日に東京・都市センターホールで行われた文化放送の公開録音番組『三ツ矢フォークメイツ '74』用のライブで披露された、カリプソ風リアレンジによる「あつさのせい」と思われる。その音源が3曲目に収録の「あつさのせい（もうメロメロ編）」で、1976年7月27日放送のラジオ番組『ゴー・ゴー・ナイアガラ』でオンエアされた。

## パッケージ、アートワーク
ジャケットイラストは、2021年3月に発表された、『A LONG VACATION 40th Anniversary Edition』リリースの際のポスター企画用のために「ロンバケ」ジャケットをモチーフに描かれた、わたせせいぞう制作による「ロンバケ×わたせせいぞう」コラボレーションイラストを使用。そのコラボポスターではデザインの都合上一部がカットされていたが、本作のジャケットにはフルサイズで掲載され、イラストの全貌を見ることができる。
ディスク本体はブルー・レーベル仕様で、歌詞ブックレットのほか、カラーヴァイナル（クリアブルー）仕様による『A LONG VACATION 40th Anniversary Edition』アナログレコード復刻発売の特報が掲載されたカードが封入された。

## 収録曲
1. 暑さのせい (Single Version 30sec)  –  (0:38)[web 1]
  - 作詞・作曲：大瀧詠一    編曲：多羅尾伴内
  - from the Album『大滝詠一 NOVELTY SONG BOOK』
  - Alternate Version
2. 暑さのせい (Single Version 15sec)  –  (0:18)[web 1]
  - 作詞・作曲：大瀧詠一    編曲：多羅尾伴内
  - from the Album『大滝詠一 NOVELTY SONG BOOK』
  - Alternate Version
3. あつさのせい（もうメロメロ編）  –  (3:02)[web 1]
  - 作詞・作曲：大瀧詠一    編曲：大瀧詠一
  - 新曲
  - from the Album『大瀧詠一 乗合馬車 (Omnibus) 50th Anniversary Edition』
  - Different Version
4. Summer Lotion (Original Mix)  –  (1:02)[web 1]
  - 作詞：杉山登志    作曲：多羅尾伴内    編曲：多羅尾伴内
  - from the Album『NIAGARA CM SPECIAL Special Issue』
  - Alternate Version
5. Hankyu Summer Gift (Extended Version)  –  (1:39)[web 1]
  - 作詞：伊藤アキラ    作曲：多羅尾伴内    編曲：多羅尾伴内
  - from the Album『NIAGARA CM SPECIAL Special Issue』
  - Alternate Version
6. Velvet Motel (Strings Mix)  –  (3:40)[web 1]
  - 作詞：松本隆    作曲：大瀧詠一    編曲：多羅尾伴内
  - from the Album『A LONG VACATION』
  - Alternate Version
7. 夏のペーパーバック (20th Anniversary Version)  –  (4:00)[web 1]
  - 作詞：松本隆    作曲：大瀧詠一    編曲：大瀧詠一
  - from the Album『EACH TIME』
  - Alternate Version
8. 夏のリビエラ (SNOW TIME Version)  –  (4:33)[web 1]
  - 作詞：松本隆・英語詞：MARTHA LAVENDER    作曲：大瀧詠一
  - from the Album『DEBUT AGAIN』
  - Alternate Version
9. 真夏の昼の夢 (Strings Mix)  –  (2:45)[web 1]
  - 作詞・作曲：大瀧詠一    編曲：多羅尾伴内
  - from the Album『NIAGARA CALENDAR』
  - Alternate Version

## クレジット
| STAFF CREDIT                |
| Illustration : Seizo Watase |

| Mix Engineer | : | - Douji Fuefuki, Tamotsu Yoshida, - Tetsuya Naitoh, Nobuyuki Fujiwara |

| Mastering Engineer : Tetsuya Naitoh (Sony Music Studios Tokyo) |
| |
| Art Direction & Design : Takashi Okada |
| |
| A&R : Shinya Inoue (Sony Music Labels Inc.) |
| A&R in Chief : Shintaro Ohta (Sony Music Labels Inc.) |
| A&R Desk : Mamiko Goto (Sony Music Labels Inc.) |
| Product Coordinator : Kazuya Takeuchi (Sony Music Solutions Inc.) |
| |
| Director : Masaaki Shirota |
| Co-Producer : Osamu Sakaguchi (THE NIAGARA ENTERPRISES INC.) |
| Supervisor : Shikoh Ohtaki & Family |
| |
| - Special Thanks to : - Otsuka Phamaceutical Co,. Ltd., HAKUHODO CREATEVE VOX Inc., HAKUHODO Inc., HAKUHODO Casting & Entertainment Inc., Tsuyoshi Takahara · Takahiro Baba (APPLE FARM INC.), Yasuko Nakamura · Keisuke Nakajima (HAKUHODO CASTING & ENTERTAINMENT Inc.), Ichiro Asatsuma · Masahiro Ishida (Fujipacific Music Inc.), Spam Kasugai · Takashi Yokoo (Face Music Publisher, Inc.) |
| |
| Dedicated to Tohru Okada (Played Calypso Piano on "Atsusa No Sei" 1974/7/11) |
| |
| Produced by Eiichi Ohtaki |

## リリース日一覧
| 地域 | タイトル      | リリース日    | レーベル                    | 規格          | カタログ番号 | 備考                              |
| ---- | ------------- | ------------- | --------------------------- | ------------- | ------------ | --------------------------------- |
| 日本 | 暑さのせい EP | 2023年8月30日 | NIAGARA ⁄ Sony Music Labels | 8cmCDシングル | SRDL 4750    | 全9トラック収録、完全生産限定盤。 |